# Cikancas
Cikancas is een bestuurslaag in het regentschap Cirebon van de provincie West-Java, Indonesië. Cikancas telt 2911 inwoners (volkstelling 2010).